# Juraj Šimek
Juraj Šimek (* 29. září 1987, Prešov) je švýcarský hokejový útočník slovenského původu. V současnosti je hráčem klubu HC Servette Ženeva ve švýcarské National League A (NLA).

## Klubový hokej
V roce 2006 ho draftoval tým Vancouver Canucks z 166. místa. Následně odešel do zámoří, kde v sezoně 2006/07 působil v týmu WHL Brandon Wheat Kings, za který nasbíral v 67 utkáních 63 bodů (29 + 34). Po úspěšné sezóně podepsal s klubem hokejové NHL Vancouver Canucks dvoucestnou smlouvu. Po tom, co se v sezóně 2007/08 nedostal do prvního týmu Canucks, hrál na farmě v Manitobě (AHL). Následující dvě kompletní sezóny strávil v Norfolku a v prosinci ho vyměnili do Providence Bruins, kde odehrál 11 zápasů, ve kterých nebodoval. Po pěti sezónách v zámoří se rozhodl pro návrat do Evropy. S účastníkem švýcarské NLA Servette Ženeva se dohodl na smlouvě do roku 2014. 

## Klubové statistiky
| 2003–04    | Kloten Flyers       | Swiss Jr.  | 36  | 8  | 6  | 14 | 28  | — | — | — | — | —  |
| 2004–05    | SC Bern             | Swiss Jr.  | 2   | 1  | 0  | 1  | 0   | 2 | 0 | 0 | 0 | 0  |
| 2004–05    | Kloten Flyers       | NLA        | 18  | 0  | 0  | 0  | 0   | — | — | — | — | —  |
| 2004–05    | Kloten Flyers       | Swiss Jr.  | 39  | 17 | 13 | 30 | 62  | 9 | 2 | 3 | 5 | 10 |
| 2005–06    | Kloten Flyers       | NLA        | 8   | 0  | 1  | 1  | 4   | — | — | — | — | —  |
| 2005–06    | Kloten Flyers       | Swiss Jr.  | 45  | 24 | 44 | 68 | 202 | — | — | — | — | —  |
| 2005–06    | EHC Biel            | NLB        | 3   | 0  | 0  | 0  | 2   | — | — | — | — | —  |
| 2006–07    | Brandon Wheat Kings | WHL        | 58  | 28 | 29 | 57 | 41  | 9 | 1 | 5 | 6 | 6  |
| 2007–08    | Manitoba Moose      | AHL        | 66  | 7  | 10 | 17 | 30  | 1 | 1 | 0 | 1 | 0  |
| 2008–09    | Norfolk Admirals    | AHL        | 63  | 9  | 13 | 22 | 49  | — | — | — | — | —  |
| 2009–10    | Norfolk Admirals    | AHL        | 75  | 21 | 15 | 36 | 31  | — | — | — | — | —  |
| 2010–11    | Norfolk Admirals    | AHL        | 21  | 3  | 6  | 9  | 0   | — | — | — | — | —  |
| 2010–11    | Providence Bruins   | AHL        | 11  | 0  | 0  | 0  | 6   | — | — | — | — | —  |
| 2010–11    | Servette Ženeva     | NLA        | 2   | 0  | 0  | 0  | 0   | 5 | 1 | 0 | 1 | 2  |
| 2011–12    | Servette Ženeva     | NLA        | 50  | 11 | 9  | 20 | 26  | — | — | — | — | —  |
| AHL celkem | AHL celkem          | AHL celkem | 236 | 40 | 44 | 84 | 116 | 1 | 1 | 0 | 1 | 0  |

## Reprezentace
Švýcarsko reprezentoval na mládežnických šampionátech. V seniorské reprezentaci dosud odehrál 9 zápasů a vstřelil jeden gól.